# Nina Radojčić
Danica "Nina" Radojčić (serbiska: Даница Радојчић) född 27 maj 1989 i Belgrad, är en serbisk sångerska. Hon representerade Serbien vid Eurovision Song Contest 2011 i Düsseldorf, Tyskland, med låten "Čaroban".